# Mullidae

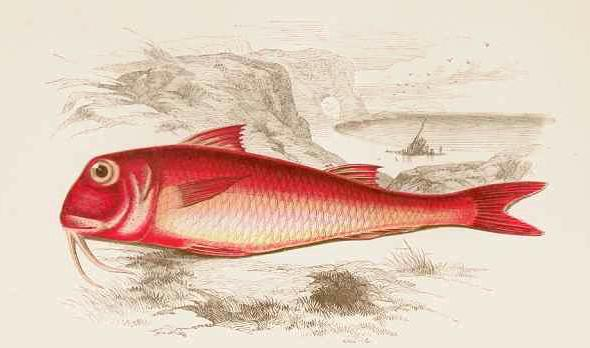
Salmonete de fango.

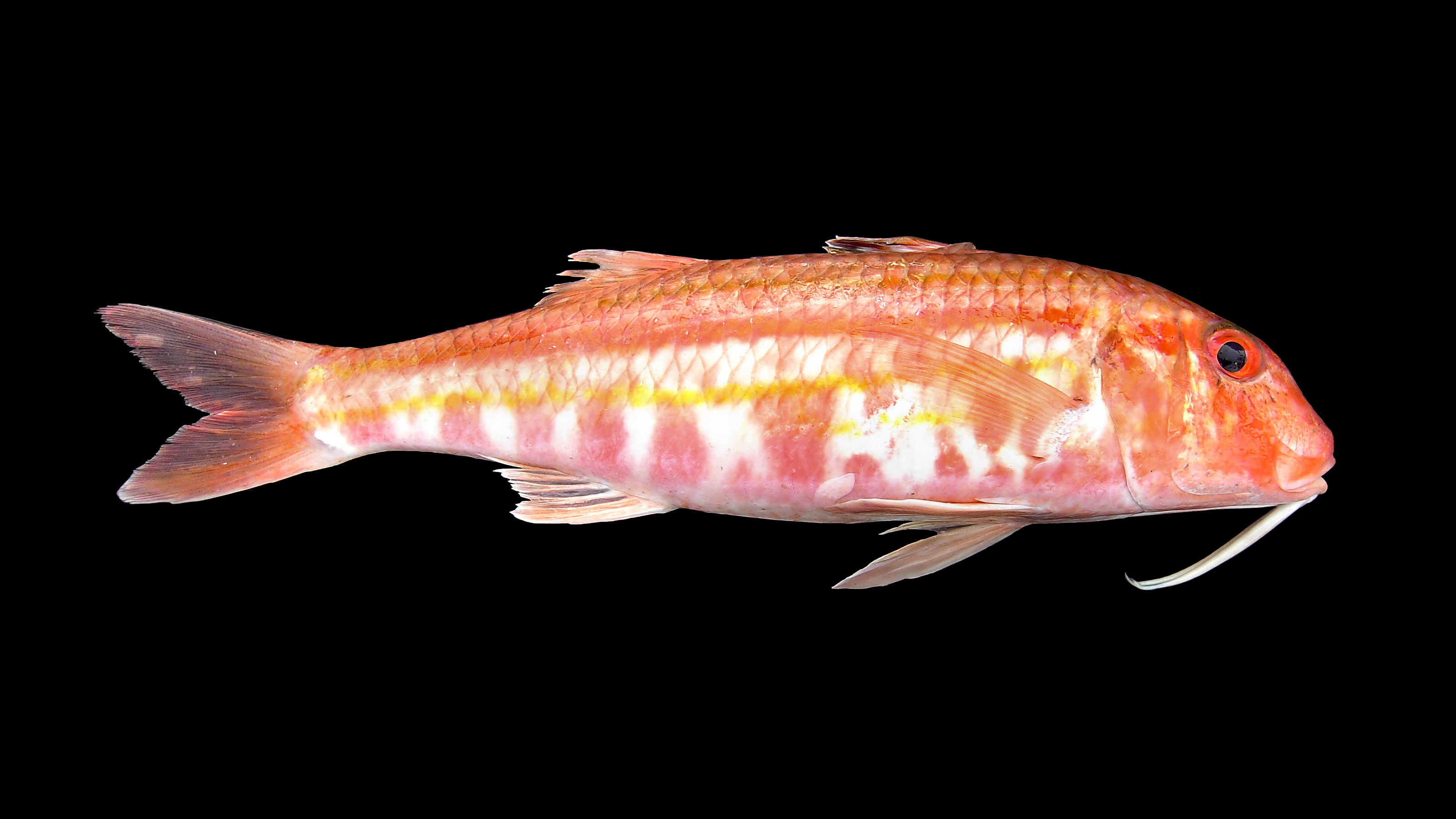
Salmonete de roca.

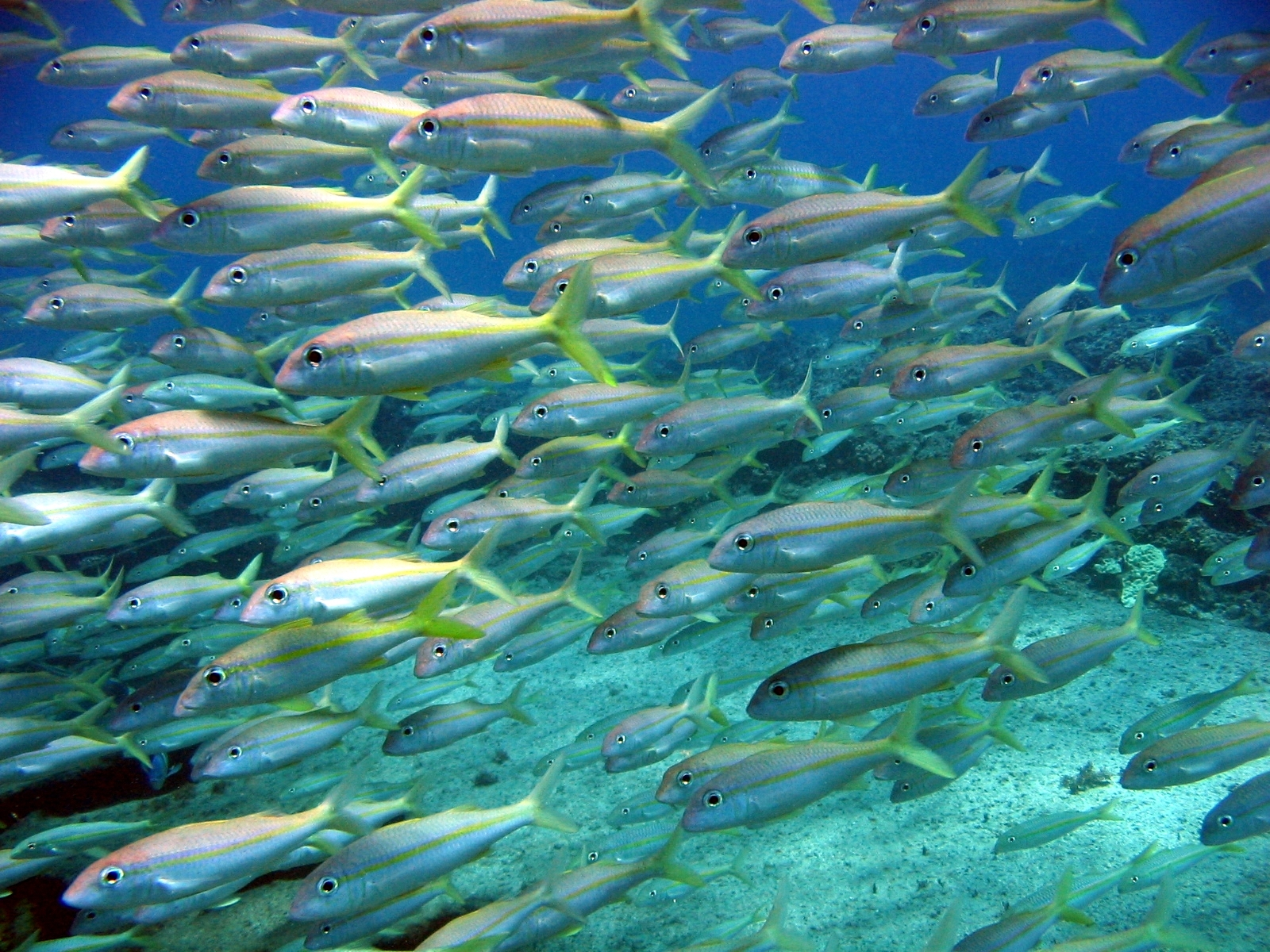
Chivo de rayas amarillas.

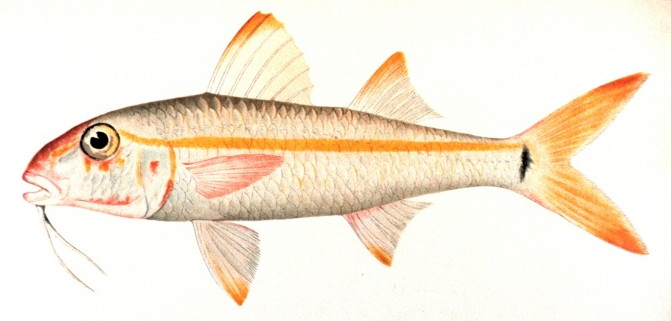
Chivo amarillo.

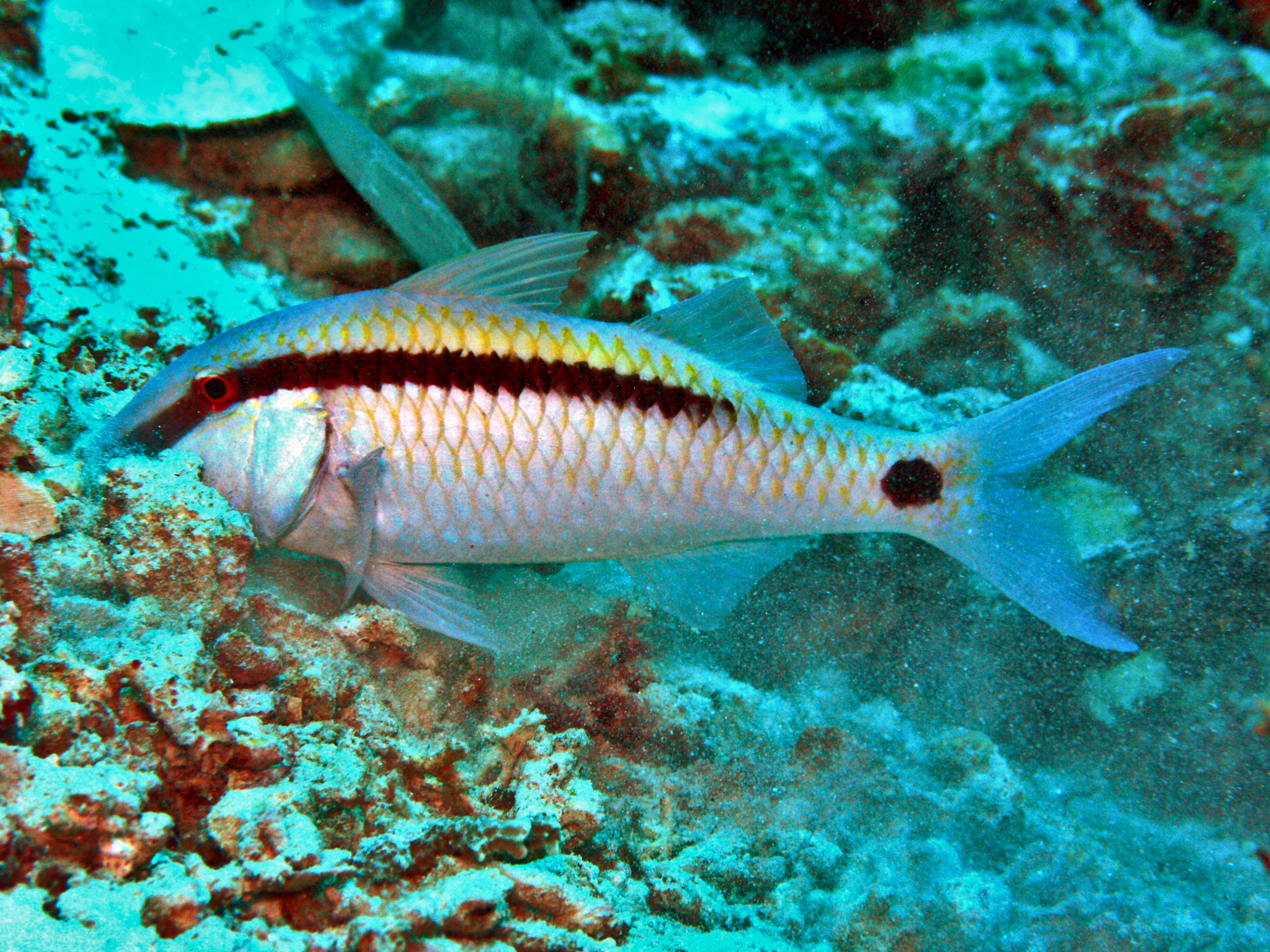
Salmonete barberino.

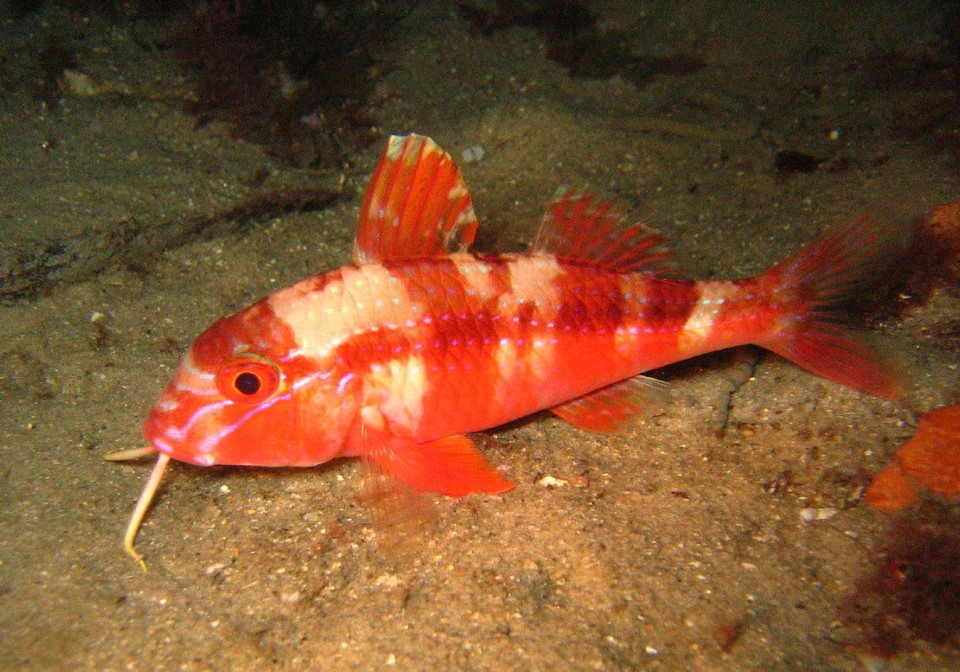
Upeneichthys lineatus

Los Mullidae (múlidos), conocidos como chivos, salmonetes o trillas  en Sudamérica es una familia de peces marinos incluida en el orden Perciformes.
Se les reconoce por los dos largos barbillones que tienen bajo la boca, tienen dos aletas dorsales y los ojos en posición alta tras una parte delantera de la cabeza cortada recta.
Viven en el fondo, comúnmente en agrupaciones, donde excavan con la barbilla en la arena y piedras sueltas, introduciendo hasta un tercio de su cuerpo bajo la superficie hasta desenterrar su alimento -los pequeños invertebrados enterrados-.
Es una familia de importancia económica y de carne muy sabrosa.

## Géneros
Se agrupan en 6 géneros con 68 especies:
- Género Mulloidichthys (Whitley, 1929)
  - Mulloidichthys dentatus (Gill, 1862). - Chivo barbón o salmonete Mexicano.
  - Mulloidichthys flavolineatus (Lacépède, 1801).
  - Mulloidichthys martinicus (Cuvier, 1829). Chivo amarillo o salmonete amarillo.
  - Mulloidichthys mimicus (Randall & Guézé, 1980).
  - Mulloidichthys pfluegeri (Steindachner, 1900).
  - Mulloidichthys vanicolensis (Valenciennes, 1831).

- Género Mullus (Linnaeus, 1758).
  - Mullus argentinae (Hubbs y Marini, 1933).
  - Mullus auratus (Jordan y Gilbert, 1882). - Chivo colorado o salmonete rojo.
  - Mullus barbatus (Linnaeus, 1758). - Salmonte de fango.
  - Mullus surmuletus (Linnaeus, 1758). - Salmonete de roca.

- Género Parupeneus (Bleeker, 1863).
  - Parupeneus barberinoides (Bleeker, 1852).
  - Parupeneus barberinus (Lacépède, 1801). - Chivo barberino.
  - Parupeneus biaculeatus (Richardson, 1846).
  - Parupeneus chrysonemus (Jordan y Evermann, 1903).
  - Parupeneus chrysopleuron (Temminck & Schlegel, 1843).
  - Parupeneus ciliatus (Lacépède, 1802).
  - Parupeneus crassilabris (Valenciennes, 1831).
  - Parupeneus cyclostomus (Lacépède, 1801).
  - Parupeneus forsskali (Fourmanoir y Guézé, 1976).
  - Parupeneus heptacanthus (Lacépède, 1802).
  - Parupeneus indicus (Shaw, 1803).
  - Parupeneus insularis (Randall y Myers, 2002).
  - Parupeneus jansenii (Bleeker, 1856).
  - Parupeneus louise (Randall, 2004).
  - Parupeneus macronemus (Lacépède, 1801).
  - Parupeneus margaritatus (Randall y Guézé, 1984).
  - Parupeneus moffitti (Randall y Myers), 1993.
  - Parupeneus multifasciatus (Quoy y Gaimard, 1824).
  - Parupeneus orientalis (Fowler, 1933).
  - Parupeneus pleurostigma (Bennett, 1831).
  - Parupeneus porphyreus (Jenkins, 1903).
  - Parupeneus posteli (Fourmanoir y Guézé, 1967).
  - Parupeneus procerigena (Kim y Amaoka, 2001).
  - Parupeneus rubescens (Lacépède, 1801).
  - Parupeneus signatus (Günther, 1867).
  - Parupeneus spilurus (Bleeker, 1854).
  - Parupeneus trifasciatus (Lacépède, 1801).

- Género Pseudupeneus (Bleeker, 1862).
  - Pseudupeneus grandisquamis (Gill, 1863). - Chivo escamudo.
  - Pseudupeneus maculatus (Bloch, 1793). - Chivo manchado.
  - Pseudupeneus orientalis (Fowler, 1933).
  - Pseudupeneus prayensis (Cuvier, 1829).

- Género Upeneichthys (Bleeker, 1855).
  - Upeneichthys lineatus (Bloch y Schneider, 1801).
  - Upeneichthys stotti (Platell, Potter y Clarke, 1998).
  - Upeneichthys vlamingii (Cuvier, 1829).

- Género Upeneus (Cuvier, 1829).
  - Upeneus arge (Jordan y Evermann, 1903).
  - Upeneus asymmetricus (Lachner, 1954).
  - Upeneus australiae (Kim y Nakaya, 2002).
  - Upeneus crosnieri (Fourmanoir y Guézé, 1967).
  - Upeneus davidaromi (Golani, 2001).
  - Upeneus doriae (Günther, 1869).
  - Upeneus filifer (Ogilby, 1910).
  - Upeneus francisi (Randall y Guézé, 1992).
  - Upeneus guttatus (Day, 1868).
  - Upeneus japonicus (Houttuyn, 1782).
  - Upeneus luzonius (Jordan y Seale, 1907).
  - Upeneus mascareinsis (Fourmanoir y Guézé, 1967).
  - Upeneus moluccensis (Bleeker, 1855).
  - Upeneus mouthami (Randall y Kulbicki, 2006).
  - Upeneus parvus (Poey, 1852). - Chivo rayuelo o salmonete rayado.
  - Upeneus pori (Ben-Tuvia y Golani, 1989).
  - Upeneus quadrilineatus (Cheng y Wang, 1963).
  - Upeneus subvittatus (Temminck y Schlegel, 1843).
  - Upeneus sulphureus (Cuvier, 1829).
  - Upeneus sundaicus (Bleeker, 1855).
  - Upeneus taeniopterus (Cuvier, 1829).
  - Upeneus tragula (Richardson, 1846). - Bayabao
  - Upeneus vittatus (Forsskål, 1775).
  - Upeneus xanthogrammus (Gilbert, 1892).